# Голошина (Черновицкая область)
Голошина (укр. Голошина) — село в Конятинской сельской общине Вижницкого района Черновицкой области Украины.
До 2020 года входило в Путильский район
Население по переписи 2001 года составляло 129 человек. Почтовый индекс — 59125. Телефонный код — 3738. Код КОАТУУ — 7323586502.